# Faz um Milagre em Mim Ao Vivo
Faz Um Milagre em Mim - Ao Vivo é um álbum ao vivo de Regis Danese, gravado e lançado no ano de 2009 nos formatos CD e DVD, após a grande repercussão do disco Compromisso, ao qual a canção "Faz um Milagre em Mim" fazia parte do repertório. 
O disco trouxe algumas participações especiais, as quais destacam-se a de Davi Sacer em "Compromisso", Lázaro em "Meu Mestre" e André Valadão em "O Meu Deus é Forte". O álbum (tanto em CD e DVD) foi certificado com um disco de platina da ABPD.

## Faixas
| #  | Título                      | Participação                                         |
| -- | --------------------------- | ---------------------------------------------------- |
| 01 | Quero Adorar                |                                                      |
| 02 | Eu não abro mão do teu amor |                                                      |
| 03 | Fala comigo na tua Palavra  |                                                      |
| 04 | Olhando pro alvo            |                                                      |
| 05 | Foi para isso que eu nasci  |                                                      |
| 06 | Eu quero te agradecer       |                                                      |
| 07 | Vem me consolar             | Kelly Danese                                         |
| 08 | Meu melhor amigo            | Bruno Danese e Coral Infantil Cordeirinhos de Cristo |
| 09 | O meu Deus é forte          | André Valadão                                        |
| 10 | É tempo de colher           |                                                      |
| 11 | Te adorar                   |                                                      |
| 12 | Corpo e família             |                                                      |
| 13 | Faz um Milagre em Mim       |                                                      |
| 14 | Compromisso                 | Davi Sacer                                           |
| 15 | Aliança                     |                                                      |
| 16 | Meu mestre                  | Lázaro                                               |
| 17 | Vou Mergulhar               |                                                      |